# Henrik Larsson (borgmästare)
Henrik Larsson, född 1552, död 25 mars 1625, var en svensk borgmästare

## Biografi
Henrik Larsson var son till borgmästaren Lars Håkansson och Ingrid Nilsdotter i Norrköping. Han var borgmästare i Norrköpings stad och avled 1625.

### Familj
Henrik Larsson gifte sig första gången med Malin Larsdotter (död 1603). De fick tillsammans sonen handlanden Anders Henriksson i Stockholm och Kerstin Henriksdotter (1585–1652) som var gift med borgmästaren Måns Svensson i Norrköping.
Henrik Larsson gifte sig andra gången 1605 med Malin Henningsdotter som var dotter till en borgmästare. Hon var änka efter rådmannen Inge Ingevaldsson.